# Uncaria lanosa
Uncaria lanosa är en måreväxtart som beskrevs av Nathaniel Wallich. Uncaria lanosa ingår i släktet Uncaria och familjen måreväxter.

## Underarter
Arten delas in i följande underarter:
- U. l. glabrescens
- U. l. gynogumna
- U. l. philippinensis
- U. l. setiloba
- U. l. sumatrana
- U. l. appendiculata
- U. l. ferrea
- U. l. glabrata
- U. l. korrensis
- U. l. lanosa
- U. l. toppingii